# تلوث بالمغذيات

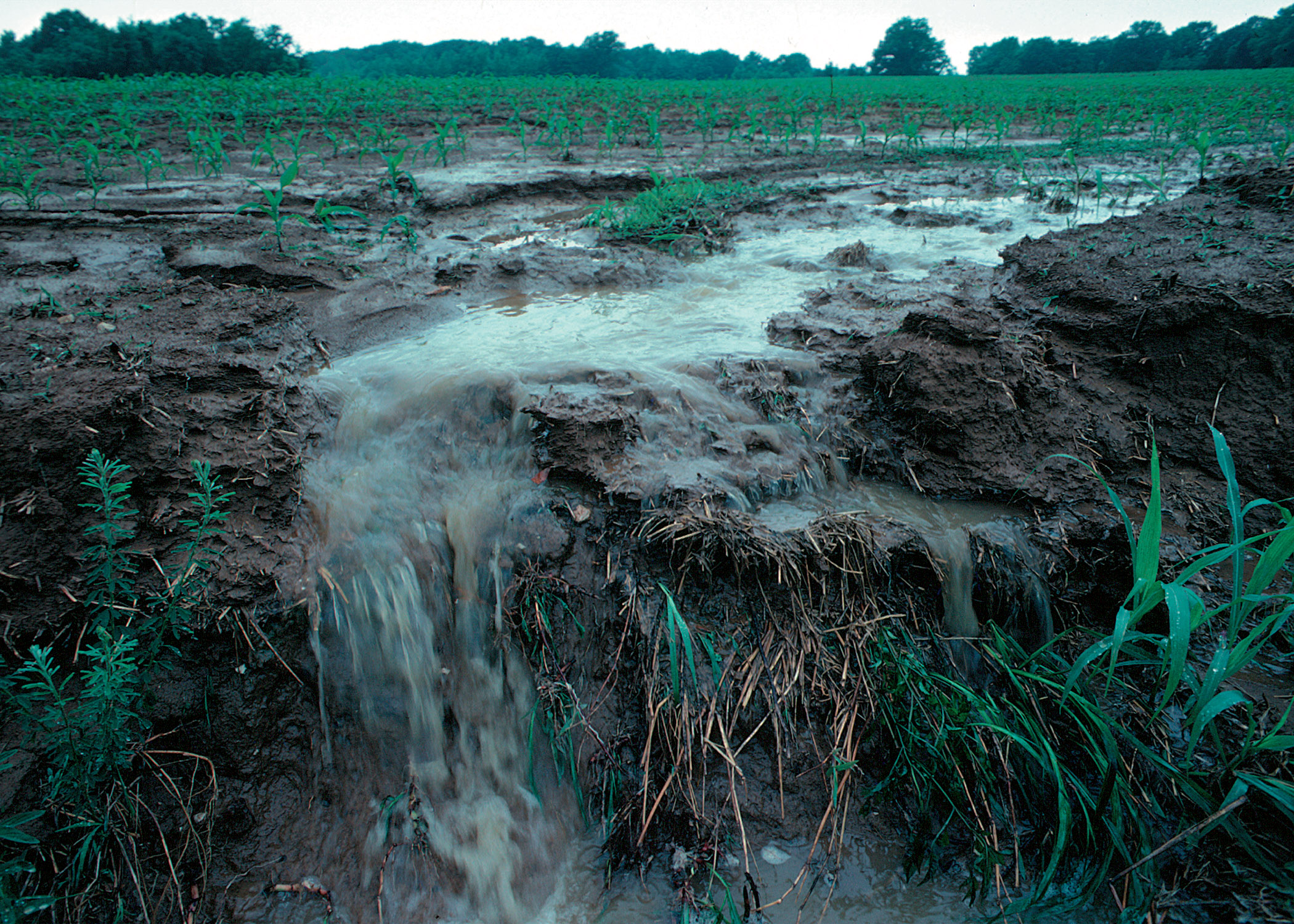
تلوث بالمغذيات لمياه سطحية أثناء هطول الأمطار نتيجة الامتزاج بالتربة والأسمدة

يشير التلوث بالمغذيات، وهو أحد أشكال تلوث المياه، إلى التلوث الناتج عن الإفراط في مدخلات المغذيات. وهو سبب رئيسي لتتريف المياه السطحية، إذ تحفز زيادة المغذيات، التي عادًة ما تكون الهيدروجين أو الفوسفور، نمو الطحالب. تشمل مصادر التلوث بالمغذيات جريان المياه السطحية من حقول المزارع والمراعي، والتصريفات من خزانات الصرف الصحي والحظائر، والانبعاثات الناتجة عن عمليات الاحتراق. قد تؤدي المغذيات الزائدة إلى:
- تأثيرات على التجمع: زيادة في نمو الطحالب[1]
- تأثيرات مجتمعية: تحول في تكوين الأنواع (الأصانيف المهيمنة)
- تأثيرات بيئية: التغييرات في الشبكة الغذائية، والحد من الضوء
- آثار جيوكيميائية: زيادة الكربون العضوي (التتريف)، ونقص الأكسجين المنحل (نقص الأكسجة البيئية)، وإنتاج السموم[2]
- تأثيرات على صحة الإنسان: زيادة النترات (التي تسبب متلازمة الرضيع الأزرق) وظهور منتجات التطهير الثانوية في مياه الشرب[3]
- تأثيرات على التنوع البيولوجي: زيادة الطحالب (فقدان التنوع البيولوجي)[4]

في تقرير صادر عن وكالة حماية البيئة الأمريكية عام 2011، صرح المجلس الاستشاري العلمي للوكالة بإيجاز: «ترتبط زيادة نسبة مركبات النيتروجين التفاعلية في البيئة بالعديد من المخاوف البيئية واسعة النطاق، بما في ذلك تتريف جريان المياه السطحية، والطحالب السامة، ونقص الأكسجة، والأمطار الحمضية، وتشبع الغابات بالنتروجين، والاحتباس الحراري».

## معالجة المغذيات
صُممت العديد من الحلول المبتكرة للتعامل مع التلوث بالمغذيات في الأنظمة المائية من خلال تعديل العمليات الطبيعية أو تعزيزها ومن ثم تعديل تأثير المغذيات ليصبح غير ضار على البيئة. معالجة المغذيات هي شكل من أشكال المعالجة البيئية ولكنها تخص فقط المغذيات الفعالة حيويًا مثل النيتروجين والفوسفور. تشير «المعالجة» إلى إزالة التلوث أو الملوثات بهدف حماية صحة الإنسان عمومًا. تتضمن التقنيات المزيلة للمغذيات ضمن إطار المعالجة البيئية الترشيح الحيوي الذي يستخدم المواد الحية لالتقاط الملوثات وتحليلها حيويًا. تتضمن الأمثلة على ذلك الأحزمة الخضراء، وضفاف الأنهار، والأهوار الطبيعية والمستحدثة، وبرك المعالجة. تلتقط هذه المناطق عادًة التصريفات بشرية المنشأ مثل المياه العادمة، أو جريان المياه وقت العواصف، أو معالجة مياه الصرف الصحي لاستصلاح الأراضي بعد التعدين، أو أنشطة معامل التكرير، أو تطوير الأراضي.